# نيوتن ستيرلينغ
نيوتن ستيرلينغ (بالإنجليزية: Newton Sterling)‏ (12 نوفمبر 1984 في جامايكا - ) هو لاعب كرة قدم جامايكي في مركز الهجوم. شارك مع منتخب جامايكا لكرة القدم. أما مع النوادي، فقد لعب مع نادي بورتمور يونايتد ونادي سوغندال لكرة القدم ونادي هاربور فيو ونادي ووتر هاوس وأرنيت جاردنز ونادي هبوعيل القدس وConstant Spring F.C. ‏ وVillage United F.C. ‏ وأنتيغوا براكودا ‏.

## وصلات خارجية
- نيوتن ستيرلينغ على موقع قاعدة بيانات كرة القدم.إي يو (الإنجليزية)
- نيوتن ستيرلينغ على موقع ناشيونال فوتبول تيمز (الإنجليزية)